# 不思議の国の17歳
『不思議の国の17歳』（ふしぎのくにのじゅうななさい）は、1997年4月1日から7月8日に、名古屋テレビの「ドラマランド11」枠に放送されたテレビドラマ。放送時間は火曜深夜23:25 - 23:55（JST）。
女子高教師と漫画家の2つの顔を持つ男と生徒や周りの人々との交流を描く、「ドラマランド11」の第5弾。なお、5月13日、5月20日は『大相撲ダイジェスト』、7月1日はゴルフ中継のため休止となった。

## あらすじ
耕作は女子高に美術教師として赴任する。彼は、レディースコミックの売れっ子作家「里中ゆずる」としての秘密の顔を持っていた。着任早々、担当クラスの生徒のかばんから、彼の漫画を掲載したレディースコミックが発見されるという問題が起きる。

## キャスト
- 耕作：梅沢富美男
- 真理子：杉本直穂
- 遥：渡辺梓
- めぐみ：藤村ちか
- 恵子：加藤愛
- うさぎ：泉珠恵
- 三輪：杉浦俊
- 中江里香(旧姓：実田 江梨花)
- 星川亜美
- 綾野あやめ
- 伊沢勉

## 主題歌
- 梅沢富美男『帰りゃんせ』